# シェ松尾
シェ松尾（シェまつお）は、東京都渋谷区に本店を置く高級フレンチレストラン。現在は本店を除きホーコーフーズの傘下。かつての運営会社株式会社シェ松尾は、東京都渋谷区渋谷に本社を置いていた。

## 沿革
1980年（昭和55年）、シェフの松尾幸造が渋谷・松濤に開店した同名の高級フレンチレストランが始まり。1984年（昭和59年）10月に法人化され、青山、天王洲にも出店した。
各界の著名人による利用でも知られ、2007年（平成19年）3月期には年商約19億5000万円をあげていた。松尾の著作によれば、松濤レストランには皇族による利用もあり、三笠宮崇仁親王、1986年9月に浩宮徳仁親王（当時）が友人らとともに、1993年6月に皇太子になっていた徳仁親王と婚約中の小和田雅子が家族とともに訪れており、徳仁親王の来訪を記念して個室は「インペリアル・ルーム」と名付けられている。
また2005年（平成17年）には関連会社として株式会社シェ松尾エンタープライズを設立、2007年（平成19年）に同社がシェ松尾の洋菓子店・製菓部門の営業譲渡を受けた。
しかし、景気低迷を受けて売上減少に歯止めがかからず、2009年（平成21年）3月期の年商は約13億3000万円まで落ち込んだ。資金繰りの目処が立たず事業継続が困難となったことから、2010年（平成22年）9月15日にシェ松尾エンタープライズ共々事業支援会社に事業を譲渡した。

## その後の動向
その後のメディアの報道によれば、松涛本店を除く全事業が中華料理店を運営するホーコーフーズ（本社：東京都中央区）に譲渡されたとされている。譲渡先の支援のもと、本店を含む全店舗が営業を継続している。
2024年12月1日、本店である「シェ松尾・松濤レストラン」の建物の老朽化を理由に、2025年1月31日を以て閉店すると発表した。なお、本店としては、いずれ別の地に移り営業を再開する予定であるとしている。

## ギャラリー

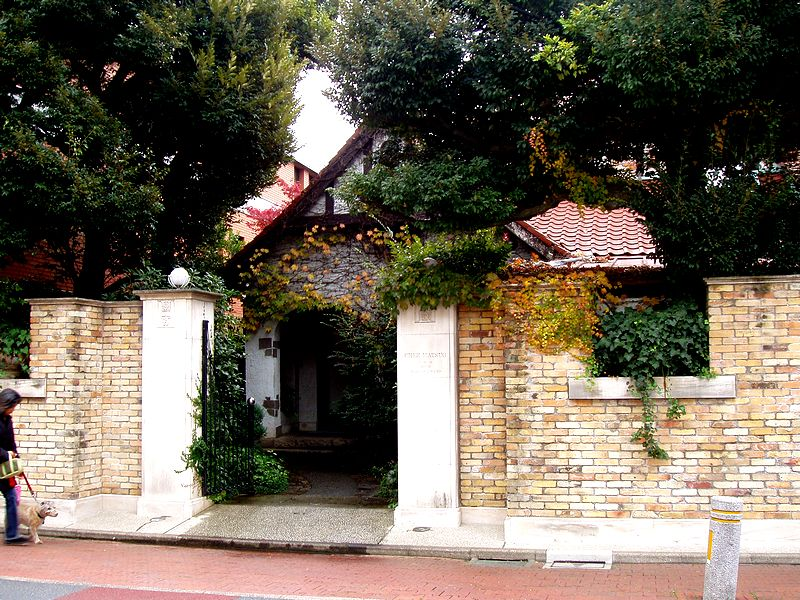
外観前景（2007年11月27日撮影）
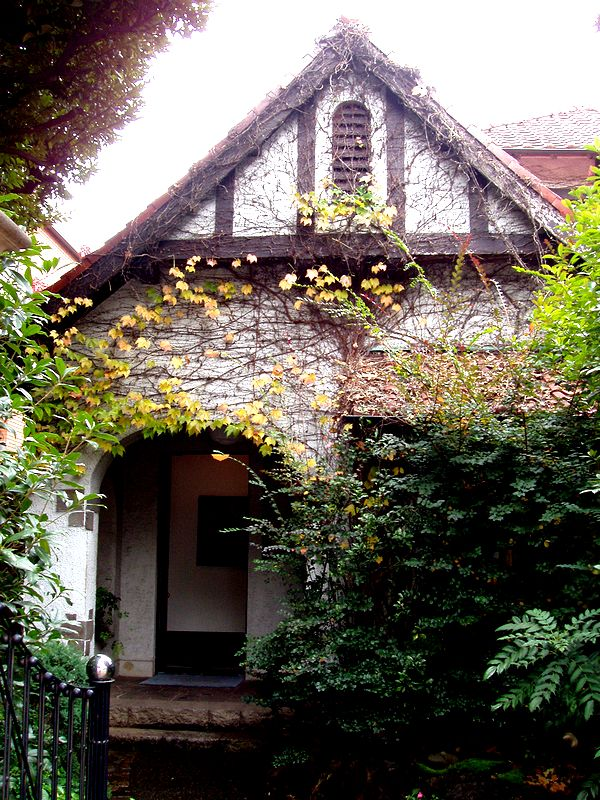
エントランス周り（2007年11月27日撮影）
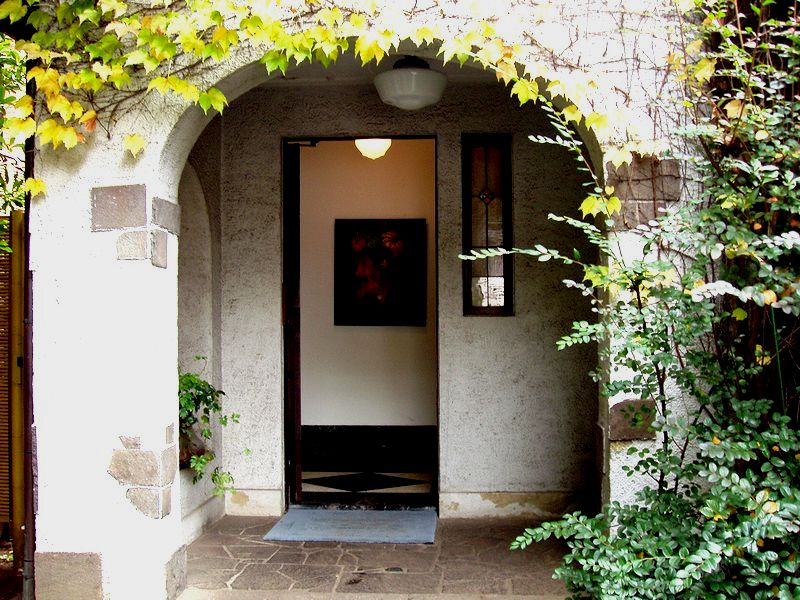
エントランス（2007年11月27日撮影）

## 関連書籍
- 松尾幸造『殿下と妃殿下のレストラン-「シェ松尾」自伝』新潮社、2001年11月、ISBN 978-4-10-450301-8
  - 文庫化改題『シェ松尾物語』角川春樹事務所〈グルメ文庫〉、2005年10月、ISBN 978-4758432016
- 松尾幸造『シェ松尾の幸せな日に食べたいカジュアルフレンチ』ゴマブックス〈ゴマクッキング〉、2005年11月、ISBN 978-4777102341